# Pedicularis interrupta
Pedicularis interrupta är en snyltrotsväxtart. Pedicularis interrupta ingår i släktet spiror, och familjen snyltrotsväxter.

## Underarter
Arten delas in i följande underarter:
- P. i. interrupta
- P. i. tarbagataica